# نجا (نبات)
النجا أو حورية الماء (الاسم العلمي:Najas) هي جنس من النباتات تتبع فصيلة الحب المائية من رتبة المزماريات.

## أنواع نبات النجا
- نجا صغيرة
- نجا بحرية
- نجا جنوبية
- نجا حادة
- نجا شصية الثمار
- نجا خيطية الأوراق
- نجا شفاينفورتية
- نجا قاسية
- نجا صينية
- نجا عشبية
- نجا غوادالوبية
- نجا فلفيتشية
- نجا قصيرة القلم
- نجا شوكاء
- نجا كورزية
- نجا متقاربة
- نجا مدغشقرية
- نجا مرنة
- نجا مؤتلفة
- نجا أليفة الملح
- نجا مشطية
- نجا نخروبية
- نجا ناحلة
- نجا رقيقة الساق
- نجا هزيلة
- نجا رقيقة الأوراق
- نجا هندية